# Jelka Rosen

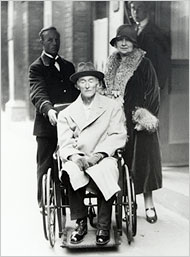
Frederick und Jelka Delius, 1929

Hélène Sophie Emilie Rosen (* 1868 in Belgrad; † 1935 in London) war eine französische Malerin und Schriftstellerin deutsch-jüdischer Herkunft.

## Leben
Hélène Sophie Emilie Rosen war das jüngste von fünf Kindern des Diplomaten und Hochschullehrers Georg Rosen und seiner Ehefrau Serena Anna Moscheles (1830–1902), einziger Tochter des bekannten Komponisten Ignaz Moscheles. Innerhalb der Familie wurde sie Jelka gerufen. Nachdem ihre Familie nach Detmold gezogen war, lebte Rosen vom siebten bis zum 23. Lebensjahr dort.
1891 ging Rosen nach Paris und studierte dort in den folgenden Jahren an der Académie Colarossi, einer Privatschule, die vor allem junge Frauen in der Kunst und ausländische Studierende aufnahm. Im Pariser Stadtviertel Montparnasse nahm sie sich ein Zimmer und machte Bekanntschaft mit den Komponisten Gabriel Fauré, Maurice Ravel und Florent Schmitt, den Malern Auguste Rodin, Camille Claudel, Paul Gauguin, Henri Rousseau, Edvard Munch und Ida Gerhardi. Im Jahre 1896 traf sie den Komponisten Frederick Delius (1862–1934) und zog 1897 mit ihm in ihr Landhaus in Grez-sur-Loing, einem kleinen Ort nahe Fontainebleau. 1903 heirateten sie. Für die 1907 in Berlin uraufgeführte Oper A Village Romeo and Juliet übersetzte sie das Libretto ins Deutsche.
In den zwanziger Jahren kündigte sich die schwere syphilitische Erkrankung an, durch die ihr Mann für den Rest seines Lebens gelähmt und erblindet war. Seine zweite Violinsonate (1923) musste bereits sie aufschreiben, danach erlosch seine Kompositionstätigkeit für mehrere Jahre. Jelka Rosen starb an den Folgen einer Darmkrebs-Erkrankung und wurde neben ihrem Mann, der ein Jahr vor ihr gestorben war, bestattet.

## Galerie

Hélène Sophie Emilie Rosen zusammen mit Ida Gerhardi in der Académie Colarossi, um 1892
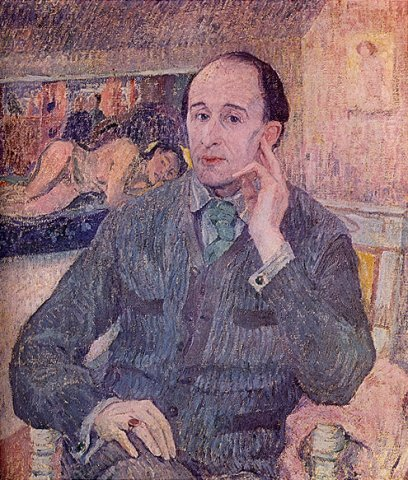
Porträt von Frederick Delius, Öl auf Leinwand, 1912